# Auguste Bouge

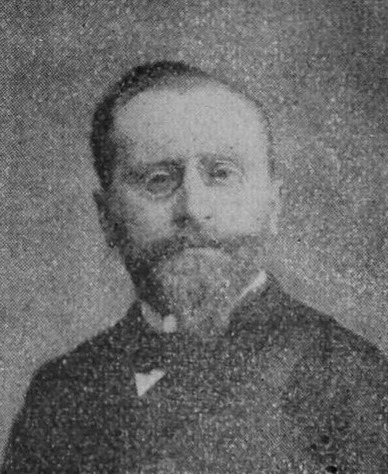

Auguste Bouge (* 23. Juni 1853 in Marseille; † 8. Januar 1931 in Les Tourrettes, Département Var) war ein französischer Politiker und Anwalt. Von 1889 bis 1898 und von 1910 bis 1919 war er Mitglied der Nationalversammlung.
Auguste Bouge studierte nach seinem Abitur in Marseille Rechtswissenschaften in Aix-en-Provence. Nach dem Ende seines Studiums arbeitete er zunächst als Anwalt in Marseille. Bouge trat in die Parti radical-socialiste ein und wurde 1881 in einen Arrondissementrat gewählt. Im folgenden Jahr konnte er bei den Kommunalwahlen jedoch kein Mandat erringen, worauf er von seinem bisherigen Amt zurücktrat. 1884 gelang ihm dann der Sprung ins Stadtparlament, 1886 stieg er zum stellvertretenden Bürgermeister auf. 1889 kandidierte Bouge erfolgreich für die Nationalversammlung, 1893 wurde er wiedergewählt. Nach seiner Abwahl im Jahr 1898 konnte er 1910 erneut ins Parlament einziehen. Als er 1919 aus dem Parlament ausschied, zog er sich in den Weiler Les Tourettes zurück. Dort starb Bouge am 8. Januar 1931.